# 劉可訓
刘可训，湖广澧州（今湖南澧县）人，明朝政治人物。

## 生平
刘可训是万历举人。官至刑部员外郎。天启元年，恤刑四川，当时奢崇明反明，围成都，他辅佐守城有功，擢升为佥事。监军讨敌有功，又升为威茂兵备参议。以大破奢崇明、安邦彦功擢为右佥都御史。崇祯元年，改任叙泸副使。畿辅被后金所围，率师入卫。以右佥都御史巡抚顺天、永平，督蓟镇边务。后被御史水佳胤弹劾，落职归家。后复官，未及起用，在家中去世。